# نمایشگر هلیو
نمایشگر هلیو (انگلیسی: Heliodisplay) نوعی فناوری نمایش تصویر است که می‌تواند تصویر را به‌صورت معلق در هوا نمایش دهد، بدون آنکه از پرده، نمایشگر رایانه یا سطح فیزیکی استفاده کند. این فناوری به‌گونه‌ای طراحی شده که تصویر شناور در هوا به چشم می‌آید و بیننده می‌تواند از زوایای مختلف آن را ببیند، گویی که تصویر در فضا معلق است. در ظاهر، شباهت زیادی به نمایشگرهای علمی‌تخیلی دارد که در فیلم‌ها دیده‌ایم، مانند نمایشگرهای معلق تمام‌نگار در فیلم‌های آینده‌نگر.
فناوری نمایشگر هلیو بر پایهٔ پاشش دقیق ذرات میکروسکوپی هوا یا بخارهای نامرئی کار می‌کند. دستگاه، نوعی جریان هوای نازک و کنترل‌شده را از دهانه‌اش بیرون می‌دهد که این جریان به‌صورت پیوسته و پایدار است. این لایهٔ نازک از هوا یا بخار، سطحی نامرئی ولی کافی برای بازتاب نور پروژکتور فراهم می‌آورد. سپس تصویری که از یک پروژکتور یا منبع تصویر دیجیتالی ساطع می‌شود، روی این سطح شناور تابانده می‌شود و برای بیننده قابل دیدن می‌گردد. از آنجا که این سطح از هوا تشکیل شده، تصویر معلق در فضا به نظر می‌رسد و می‌توان به‌صورت مستقیم به آن نگاه کرد.
ویژگی مهم دیگر این فناوری این است که کاربر می‌تواند با حرکت دست یا انگشت روی تصویر شناور، آن را کنترل کند؛ یعنی این دستگاه به حرکات دست واکنش نشان می‌دهد و می‌تواند آن را به‌صورت فرمان‌هایی مانند کلیک، چرخش یا جابه‌جایی تشخیص دهد. به همین دلیل، نمایشگر هلیو نه‌تنها نمایشگر است، بلکه نوعی واسط کاربری لمسی در فضا نیز محسوب می‌شود.
یکی از مزیت‌های نمایشگر هلیو این است که نیاز به هیچ سطح صلب یا نمایشگر فیزیکی ندارد. برای مثال، می‌توان از آن در فضاهای باز، نمایشگاه‌ها، موزه‌‌ها یا فروشگاه‌های پیشرفته استفاده کرد، جایی که نصب یک مانیتور یا نمایشگر سنتی دشوار یا نامطلوب است. ضمن اینکه ظاهر آینده‌نگر و چشمگیر این فناوری، آن را به ابزاری مناسب برای تبلیغات، جلب توجه مخاطبان و ارائهٔ محتوای نوآورانه بدل کرده است.
اما این فناوری هنوز چالش‌هایی نیز دارد. یکی از مهم‌ترین چالش‌ها، وضوح و روشنایی تصویر است. چون تصویر روی هوای متحرک یا بخار تابیده می‌شود، کیفیت نهایی تصویر نمی‌تواند با نمایشگرهای شفاف و دقیق مانند تلویزیون یا مانیتور رقابت کند. به‌ویژه در محیط‌های پرنور یا در برابر نور مستقیم خورشید، ممکن است تصویر به‌خوبی دیده نشود. همچنین، تولید لایهٔ هوای پایدار و یکنواخت نیازمند تنظیمات دقیق و فناوری نسبتاً پیچیده‌ای است.
نمایشگر هلیو بیشتر در کاربردهایی به کار می‌رود که جنبهٔ نمایشی، جلب توجه یا جذابیت بصری اهمیت زیادی دارد. برای نمونه، در غرفه‌های نمایشگاهی، کنفرانس‌های فناوری، موزه‌ها، یا حتی در فیلم‌ها و آثار هنری دیجیتال. در برخی از نمونه‌های پیشرفته، این دستگاه‌ها می‌توانند تصویرهای سه‌بعدی ساده را نیز نمایش دهند، گرچه هنوز از نظر فناوری با تمام‌نگارهای واقعی تفاوت دارند و نباید با آن‌ها اشتباه گرفته شوند.

## سازوکار
نمایشگر هلیو نوعی نمایشگر مبتنی بر هوا است که عمدتاً از آب متراکم‌شدهٔ موجود در هوای محیط استفاده می‌کند. این سامانه که در سال ۲۰۰۱ توسط شرکت IO2 Technology توسعه یافت، از یک واحد پروجکشن بهره می‌گیرد که تصویر را روی لایه‌های متعدد هوا و ذرات میکرونی شناور در فضا پخش می‌کند و بدین ترتیب یک تصویر دوبعدی بدون هیچ سطح قابل رؤیت برای تابش ایجاد می‌شود. این فناوری از نظر اصول، شبیه تکنیک پخش از پشت در سینماست. از آنجا که بخش‌های تاریک تصویر ممکن است نامرئی به نظر برسند، تصویر حاصل می‌تواند از تصویر نمایش‌داده‌شده روی پرده نمایش واقع‌گرایانه‌تر باشد، گرچه این سامانه نمایشگر حجمی واقعی نیست. اگر از دو منبع نوری استفاده شود، تصویر را می‌توان از جلو و پشت دید، اما به‌خاطر نیاز به تابش از پشت، معمولاً زاویه دید مایل ±۳۰ درجه لازم است.
نمایشگر هلیو می‌تواند همچون صفحه لمسی در فضای آزاد عمل کند. مدل‌های «i» دارای پردازندهٔ داخلی هستند که لمس‌ها را بدون نیاز به شبکهٔ لیزر فروسرخ شناسایی می‌کنند، چیزی که در مدل‌های قبلی مورد نیاز بود. از نخستین نمونهٔ اولیه در سال ۲۰۰۱، نمایشگر هلیو می‌توانست به‌عنوان ابزار اشاره‌گر استفاده شود، به‌شرطی که نرم‌افزار لازم نصب شده باشد. مدل‌های کوچک‌تر وزنی حدود ۴ کیلوگرم (۸٫۸ پوند) دارند و اندازه‌شان تقریباً برابر با یک جعبه ناهار (۳۰ در ۳۰ در ۱۲ سانتی‌متر) است که مشابه نسخهٔ سال ۲۰۰۲ می‌باشد. سامانه‌های بزرگ‌تر که قادر به نمایش تصویر با قطر قطری تا ۲٫۳ متر (۷ فوت ۷ اینچ) هستند نیز همین ابعاد پایه را دارند.
این سامانهٔ مبتنی بر هوا از مجموعه‌ای از صفحات فلزی تشکیل شده و نسخهٔ اولیهٔ آن می‌توانست برای چند ساعت کار کند، در حالی که مدل‌های جدیدتر به‌صورت پیوسته عمل می‌کنند. مدل‌های ۲۰۰۸ بین ۸۰ تا ۱۲۰ میلی‌لیتر آب در ساعت مصرف می‌کنند (بیشتر برای خنک‌سازی)، با اینکه محیط اصلی عملکرد، هوا است. این فناوری عمدتاً با مکش هوای اطراف (مثلاً در محیط‌های موزه‌ای) عمل می‌کند، بی‌آنکه تأثیر محسوس بر فضای پیرامون بگذارد.
نمایشگر هلیو توسط «چد داینر» اختراع شد، که نخستین نمونهٔ تعاملی آن را در ابعاد ۵ اینچ بین سال‌های ۲۰۰۰ تا ۲۰۰۱ ساخت و سپس فناوری نمایش در فضای آزاد را ثبت اختراع کرد. در سیستم اولیه از دوربین CMOS و لیزر فروسرخ برای رهگیری موقعیت انگشت در هوا استفاده می‌شد تا تصویر را بر اساس موقعیت کاربر به‌روزرسانی کرده و تعامل درون‌فضایی را ممکن سازد. شرکت IO2 Technology نسخه‌های اولیه را تجاری‌سازی کرد و به‌مرور آن‌ها را توسعه داد. این شرکت همچنان در منطقه خلیج سان‌فرانسیسکو مستقر است و مستقیماً به‌صورت جهانی فروش دارد.

## مدل‌ها

### ام۱
نخستین واحدهای M1 که توسط IO2 تولید شدند، نمونه‌های پیشرفته‌ای بودند که بیشتر جنبهٔ آزمایشی داشتند. این مدل‌ها همهٔ ویژگی‌های یادشده را دارا بودند، ولی وضوح پایین‌تری نسبت به سامانه‌های بعدی داشتند و از صفحات یون‌زدایی بهره می‌بردند. این نسل فقط تصویر ۲۲ اینچ را پشتیبانی می‌کرد و با نور فروسرخ و دوربین فروسرخ موقعیت انگشت برای کنترل تصویر را تشخیص می‌داد.

### ام۲
مدل دوم M2 از تصویر ۳۰ اینچ با ۱۶٫۷ میلیون رنگ و نسبت کنتراست ۲۰۰۰:۱ پشتیبانی می‌کرد. نسخهٔ تعاملی M2i دارای قابلیت صفحه لمسی مجازی بود.

### ام۳ و ام۳۰
نسل سوم M3 در تاریخ ۲۸ فوریهٔ ۲۰۰۷ معرفی شد و با مشخصات مشابه M2 اما با صدای کمتر، روشنایی و وضوح بهتر و عملکرد پایدارتر با سامانهٔ سه‌جریانی ارتقاءیافته عمل می‌کرد. این مدل‌ها به‌جز نسبت تصویر ۴:۳، نسبت ۱۶:۹ را نیز پشتیبانی می‌کردند و نسخهٔ تعاملی آن با نام M3i عرضه شد. مدل M30 نسخهٔ به‌روزشدهٔ M3 است که در نام‌گذاری جدید شرکت قرار گرفت.

### ام۵۰ و ام۱۰۰
در اواخر ۲۰۰۷، مدل‌های بزرگ‌تر M50 و M100 معرفی شدند. مدل M50 تصویری با قطر ۵۰ اینچ ایجاد می‌کرد که معادل سر و شانهٔ یک فرد واقعی بود، و مدل M100 تصویری به اندازهٔ ۱۰۰ اینچ ارائه می‌داد که نمایش کامل بدن انسان در اندازهٔ طبیعی (حدود ۲ متر) را ممکن می‌ساخت.

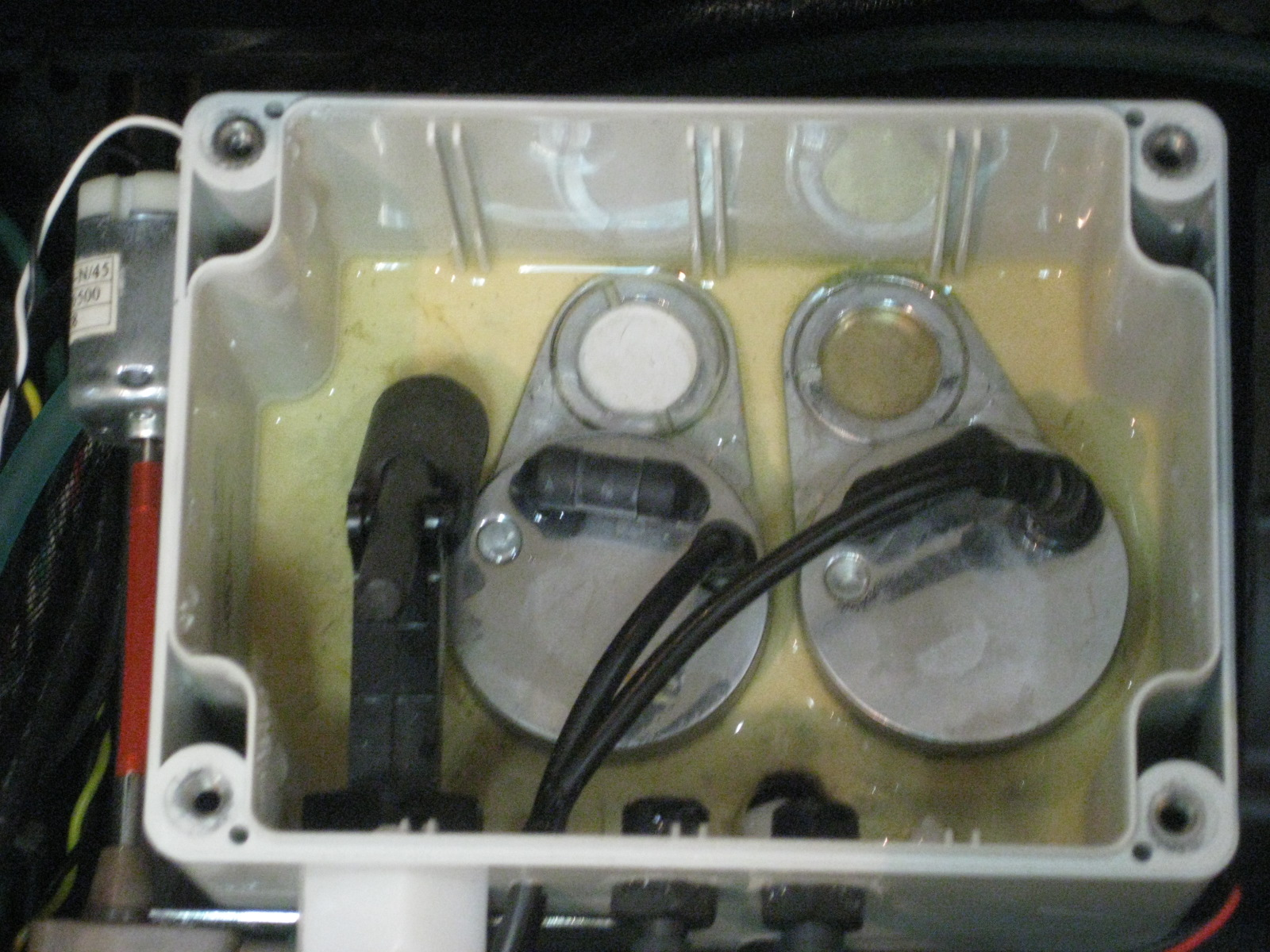
مبدل فراصوت پیزوالکتریک برای بخار کردن آب در هلیودیسپلی

### مدل‌های اس، ال و اکس‌ال
در سال ۲۰۱۱، IO2 مدل‌های کوچک‌تر را همراه با مدل‌های L (بزرگ) بازمعرفی کرد که تصویرهایی حدود ۲ متر قد نمایش می‌دهند (برای نمایش فرد به‌صورت تمام‌قد). این مدل‌ها را می‌توان روی زمین به‌صورت ایستاده قرار داد و فضایی کمی بیشتر از یک برگ A4 (قطر ۱۴ اینچ) اشغال می‌کنند. وزن آن‌ها حدود ۳۵ کیلوگرم است و یک نفر به‌تنهایی می‌تواند آن را جابه‌جا کند. مصرف برق این مدل‌ها حدود ۳۰۰ وات است. مدل XL نیز سامانه‌ای جداگانه است که از تصویرهای بزرگ‌تر از ۲ متر پشتیبانی می‌کند. از سال ۲۰۰۹ به بعد، همهٔ واحدها با رابط کاربری ساده تنها شامل یک دکمهٔ روشن/خاموش و سیم برق عرضه شدند.

### مدل‌های آی
IO2 به‌مرور بهبودهایی در طراحی‌ها ایجاد کرد و وزن تجهیزات را تا حدود ۵۰٪ کاهش داد. سامانه‌های ۲٫۳ متری اکنون حدود ۱۷٫۲ کیلوگرم وزن دارند و اندازه و ابعاد آن‌ها ۲۰٪ کمتر شده است. بازدهی سامانه به بیش از ۹۰٪ رسیده و نوفه دستگاه نیز حدود ۳۹ دسی‌بل باقی مانده است. برخی مدل‌ها زمان بازیابی تصویر زیر ۱ ثانیه دارند و از ارتباط بی‌سیم برای کاهش کابل‌ها استفاده می‌کنند. وضوح و پایداری تصویر نیز به شکل محسوسی بهبود یافته‌اند.